# Чоловічі сльози
Чоловічі сльози (англ. Cry Macho) — американський кінофільм 2021 року, знятий Клінтом Іствудом, він же став і виконавцем головної ролі.

## Сюжет
Герой фільму — у минулому відомий учасник родео, який має привезти з Мексики до Техаса сина свого боса. Подорож виявляється складною і небезпечною, але в результаті герою вдається знайти новий сенс життя.

## У ролях
- Клінт Іствуд — Міко
- Едуардо Мінетт — Рафа
- Дуайт Йокам — роль другого плану
- Наталія Трейвен — роль другого плану
- Фернанда Уррехола — мати Рафи
- Ана Рей — Сеньйора Рейєс
- Александр Алайон — Седлері
- Івен Ернандес — Лукас
- Кесія Розалес — онука (9 років)
- Рамона Торнтон — онука (4 роки)
- Мартін Едвард Андазола — ковбой-мексиканець
- Рубен Барела — офіцер ФБР
- Роб Естрада — офіцер прикордонної поліції Мексики
- Брітні Ретледж — хіпі
- Ембер Лінн Ешлі — хіпи 2
- Себастьян Соліз — робітник
- Алехандро Родрігез — відвідувач кафе
- Александра Радді — епізод
- Пол Алайо — епізод
- Джо Скоджин — епізод
- Дарлен Келлум — епізод
- Габріела Алісія Ортега — епізод

## Знімальна група
- Режисер — Клінт Іствуд
- Сценаристи — Н. Річард Неш, Нік Шенк
- Оператор — Бен Девіс
- Композитор — Марк Манчіна
- Художник — Роналд Р. Рейсс
- Продюсери — Девід Ем Бернстайн, Клінт Іствуд, Деніел Гроднік, Джессіка Мейєр, Тім Мур, Елберт Ес Радді